# Togo (chien)
Pour les articles homonymes, voir Togo (homonymie).
Togo est l'un des principaux chiens d'attelage de Leonhard Seppala lors de la course au sérum de 1925 en Alaska. Togo est souvent considéré comme le héros de la course au sérum.

## Histoire
Togo est nommé d'après le militaire japonais Tōgō Heihachirō. Husky de Sibérie, il est né le 17 octobre 1913 et mort le 5 décembre 1929 à Poland.
Moins connu que le chien Balto, appartenant également à Leonhard Seppala, que sa femme prêta à Gunnar Kaasen afin de réaliser la dernière partie du trajet (soit 30 miles) et ramener le sérum plus rapidement. Pour l’anecdote, à l’arrivée de Gunnar à Nome, un journaliste lui demanda comment s’appelait son chien de tête. Il répondit Fox mais le journaliste lui dit que cela n’irait pas, car tout le monde le confondrait avec un renard. Alors il demanda « et l’autre comment il s’appelle ? » Gunnar répondit « Balto ».
Durant la course au sérum, Togo parcourt 264 miles à travers la baie, les montagnes et la tempête. En moyenne les 19 autres attelages qui ont participé à ce relais entre Nenana et Nome ont parcouru 31 miles.
Togo a par la suite engendré plusieurs portées de chiots jusqu'à son décès, quatre ans après la course au sérum.

## Postérité
En 2011, Togo est nommé par le Times Magazine, le chien le plus héroïque de l'histoire.
Le film américain Togo, réalisé par Ericson Core est sorti en 2019 sur Disney+.